# Poecilus sericeus
Poecilus sericeus là một loài bọ cánh cứng thuộc họ Carabidae đặc hữu của miền Cổ bắc (bao gồm châu Âu). Ở châu Âu, nó được tìm thấy ở Áo, Croatia, Cộng hòa Séc, chính quốc Pháp, Đức, Hungary, Moldova, Ba Lan, miền nam Nga, Slovakia, Chính quốc Tây Ban Nha, Ukraina và Nam Tư.